# Claes Claesz. van Doerne
Claes Claesz. van Doerne (Deurne, circa 1500 - Deurne, circa 1578) was een Nederlandse schout.

## Afkomst en carrière
Claes Claesz. van Doerne was een telg uit het geslacht Van Doerne. Zijn vader was Claes Gevarts van Doerne, kleinzoon van Gevart van Doerne. Claes jr.'s oom Gevart van Doerne was tussen circa 1480 en 1506 al schout van Deurne. Claes bekleedde dit ambt tussen 1529 en 1578.

## Nazaten
Claes huwde met Catharina Petersdr. van den Merendonck, met wie hij 3 zonen en een dochter kreeg. Zijn zoon Goijart was in 1572 schepen te Deurne.